# Десау-Рослау
Десау-Рослау (на немски: Dessau-Roßlau) е градски окръг в Саксония-Анхалт, Германия. Намира се при сливането на реките Елба и Мулде. Градът е формиран от сливането на градовете Десау и Рослау по време на реформата на окръзите в Саксония-Анхалт (Kreisreform Sachsen-Anhalt) на 1 юли 2007. Реформата включва намаляване броя на селските окръзи в провинцията от 21 на 11 и отразява очакваното продължаване на значителния спад на населението, който се наблюдава.
Десау-Рослау е третият по големина град на Саксония-Анхалт по население след Магдебург и Хале – 82 111 жители (по приблизителна оценка от декември 2017 г.).

## Побратимени градове
- Аржантьой, Франция
- Клагенфурт, Австрия
- Лудвигсхафен, Германия
- Ибенбюрен, Германия
- Гливице, Полша
- Неменчине, Литва
- Роуднице над Лабем, Чехия